# Cimetière d'Oradour-sur-Glane
Le cimetière d'Oradour-sur-Glane est un cimetière français à Oradour-sur-Glane, en Haute-Vienne. C'est un monument historique inscrit depuis le 6 février 1926.
Encore utilisé de nos jours, il est l'un des rares éléments du bourg historique d'Oradour-sur-Glane à demeurer intact après le massacre du 10 juin 1944.
D'une superficie d'environ 12 600 m2, il communique à la fois avec le village-martyr détruit par les Nazis, par le biais du martyrium, au sud, et au bourg reconstruit, qui est distant d'environ 500 m à l'ouest.

## Description

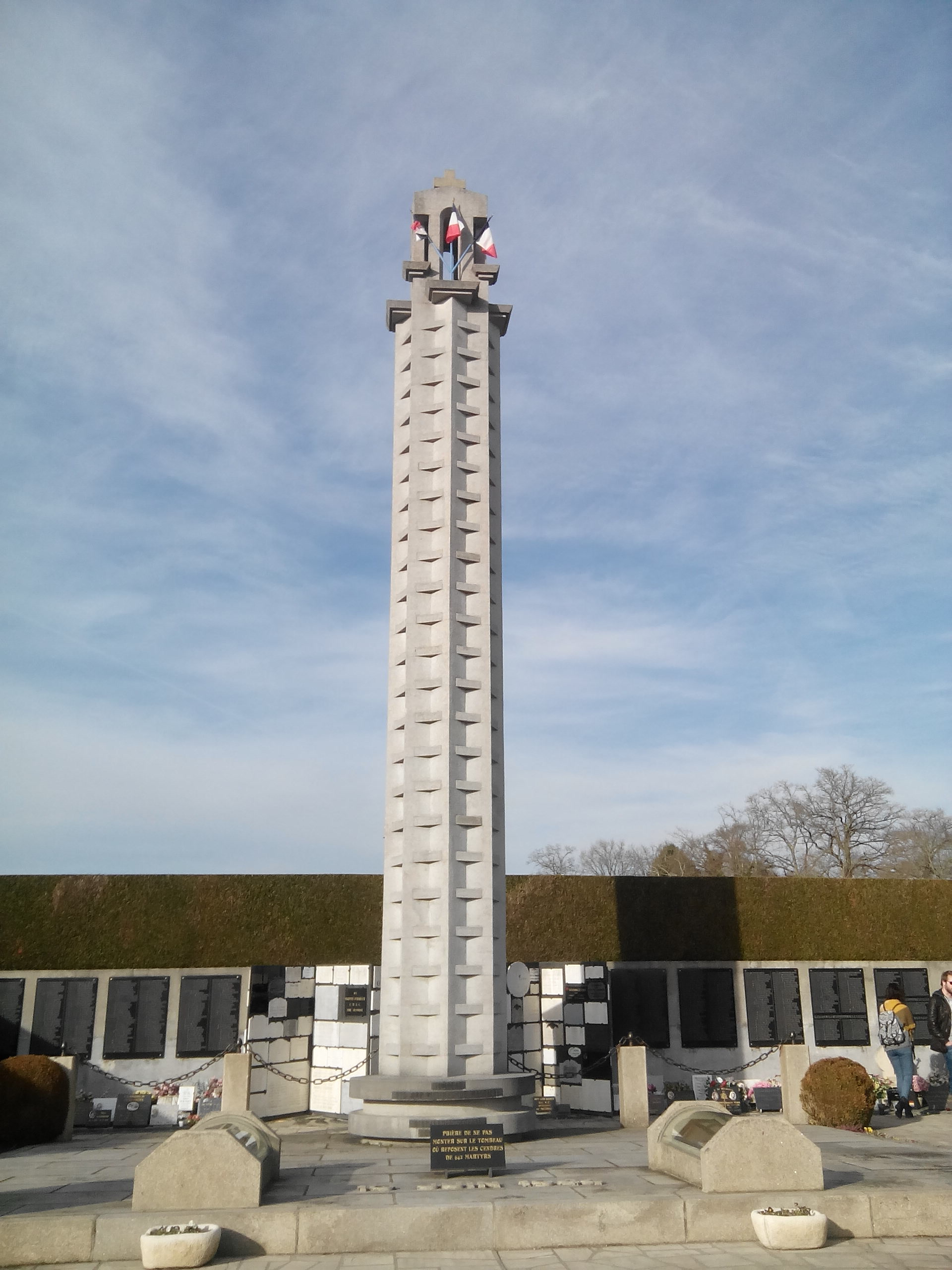
La colonne de l'ossuaire, devant les ex-votos.

Le cimetière d'Oradour comprend une lanterne des morts, comme de nombreux cimetières en Limousin.
En 1953, on y édifie aussi le « tombeau des martyrs », à la mémoire des victimes du 10 juin 1944. Érigé à l'initiative des familles des victimes, qui s'opposent au mémorial (ou martyrium) de l'État, cet édifice, qui comprend une colonne monumentale et de nombreux ex-votos sur une dalle, est propriété de la commune,.
Marguerite Rouffanche et Robert Hébras, qui figurent parmi les survivants et principaux témoins du massacre, y sont inhumés.